# Griesheim-près-Molsheim
Griesheim-près-Molsheim é uma comuna francesa na região administrativa de Grande Leste, no departamento Baixo Reno. Estende-se por uma área de 4,62 km². Em 2010 a comuna tinha 2 242 habitantes (densidade: 485,3 hab./km²).